# 裸足の季節
「裸足の季節」（はだしのきせつ）は松田聖子のデビュー曲。1980年4月1日にCBS・ソニーから発売された。規格品番：06SH 746（シングルレコード）。8cmCDとして1989年、紙ジャケット仕様の完全生産限定盤12cmCDとして2004年に発売されている。

## 概要
1980年代アイドルブームの火付け役である松田のファースト・シングル。アイドル歌手でデビューした当時のキャッチフレーズは「抱きしめたい! ミス・ソニー」。
表題曲「裸足の季節」は資生堂（現・ファイントゥデイ）″エクボ洗顔フォーム″ CMソングとして使用された。作詞：三浦徳子、作曲：小田裕一郎のコンビは松田の礎となる初期の楽曲のほとんどを担当している。
振付は三浦亨が担当している。

## 補足事項
松田は元々1979年放送の日本テレビ系ドラマ「おだいじに」での女優デビューが先であり、資生堂の「エクボ洗顔フォーム」のCMもモデルとして出演するためにオーディションを受けたが、自身はえくぼができないために出演条件を満たせず不合格となった。代わりにCMソングを歌う事が決まり、2月末にレコーディングされたのがこの曲である。
元々別のタイトルで他の歌手のために作られたが、所属歌手の売上不振に頭を悩ませていたところで松田のタイアップが急遽決まり、事務所の方針転換がなされたという話がある。しかし、当時のCBS・ソニープロデューサーの若松宗雄は後のインタビューでこの説を否定している。当初デビュー・シングルの作曲を筒美京平に依頼したものの多忙を理由に断られ、小田にオファーを出し松田のデモテープを聴いてもらったところ快諾され、小田からは編曲に信田かずおの推薦があり、作詞の三浦徳子はサンミュージック側からの推薦で決まった。
ジャケットの衣装は自ら新宿で探したもので、撮影も10分ほどで行われた。レコーディングは資生堂や代理店の関係者に囲まれる中で行われた。途中、松田は感激のあまり泣き出したという。
タイアップとなった洗顔フォームのCM出演者には同じく新人タレントの山田由紀子が抜擢された。山田出演のCMは注目を集めたが、当初は「唄・松田聖子」のクレジットが表示されなかったため、山田が本曲を歌っていると誤解される事も多かった。資生堂のキャンペーンで2人揃ってのサイン会も催されたが、山田の前にはサインを求める人の列ができ、顔が知られていない松田の方には人が集まらず悔しい思いをしたという。
CMで流れる歌は、シングルとして発売されたものとは違うテイクで、「あげたいわ」の部分の歌唱が大きく違う。
ニッポン放送のラジオ番組「ロッテ集まれ!ヤンヤン 熱気でムンムン!」の公開録音で最初に披露され、それが歌手としてのデビューともなった。その際、曲名は『ハイヌーンは熱く』となっていたが、その日の内に現タイトルに変更されたという。フジテレビの音楽番組「夜のヒットスタジオ」にもデビューから28日目という早さで初登場している（1980年4月28日）。この時、“山口百恵引退後のアイドル界を担う逸材”という業界内の評価から、司会の井上順が「郵便受け(＝ポストをもじったもの)百恵ちゃん」と彼女を紹介している。TBSテレビ「ザ・ベストテン」では、「今週のスポットライト」コーナーで、同期デビューの岩崎良美と共に出演した（1980年7月3日）。
デビューが決まって僅か2ヶ月でのデビューシングル発売であったため、当初はCBSソニー側の動きが鈍く、初回プレス枚数も当時のアイドル歌手の平均的な1万枚ではなく8,000枚という低い数字であった。しかしながら短期間のうちに社内での評価が上がり1万2千枚の初回プレスに引き上げられている。オリコンチャートで週間53位に初登場（4月14日のチャート）と出足はそこそこだったが、CBSソニーの営業部員が曲に因んで裸足でレコード店を回るなどの地道な努力に加え、テレビでの露出が増えるに従って順位も上昇していった。CMでの伸びのある歌声と本人の顔が一致した事で瞬く間に知名度を上げ人気を得ていった。最終的にオリコン12位まで到達し、レコード総売上は30万枚近くに上った。

## 収録曲
- 両楽曲共に、作詞：三浦徳子

1. 裸足の季節（3分43秒）
作曲：小田裕一郎／編曲：信田かずお
2. RAINBOW 〜六月生まれ（4分12秒）
作曲：森家住吉／編曲：若草恵

## カバー
裸足の季節
- 伊藤美来 - アルバム『VOICE〜声優たちが歌う松田聖子ソング〜 Female Edition』（2020年12月9日）に収録。

## 関連作品
- 裸足の季節
  - SQUALL
  - 聖子・fragrance
  - Seiko・index
  - Seiko・plaza
  - Seiko Box
  - Seiko Monument
  - Bible
  - Bible III
  - Complete Bible
  - Seiko Matsuda 1980-1995
  - SEIKO SUITE
  - Premium Diamond Bible
  - Diamond Bible
  - SEIKO STORY〜80's HITS COLLECTION〜
  - Seiko Matsuda Hit Collection Vol.1
  - We Love SEIKO -35th Anniversary 松田聖子究極オールタイムベスト50Songs-
  - Seiko Matsuda Sweet Days
  - Seiko Matsuda 40th Anniversary Bible -blooming pink-
- RAINBOW〜六月生まれ
  - Seiko Box
  - Complete Bible
  - Touch Me, Seiko II
  - Seiko Matsuda Sweet Days